# Наивно? Очень
ООО «Наивно? Очень» — проект в сфере социального предпринимательства, российская частная компания, созданная для социализации и трудоустройства молодых людей с тяжёлыми психоневротическими расстройствами личности. Создана в 2010 году в Москве актрисой Нелли Уваровой первоначально только в виде сайта интернет-магазина, но впоследствии выросла в производственные мастерские и художественную студию, в которых обучаются и работают люди с особенностями развития, а так же реального (физического) магазина на территории центра дизайна Artplay.

## История
Идея компании возникла после знакомства актрисы Нелли Уваровой с ребятами из Московского технологического колледжа № 21, где в центре социальной адаптации и профессиональной подготовки «Особые мастерские» получают образование люди с тяжёлыми психоневрологическими нарушениями. Летом 2010 года актриса вместе с другими актёрами Российского академического молодёжного театра выступила со спектаклем на выставке-ярмарке этого учебного заведения, в результате чего ей пришла идея создания площадки, где постоянно продавались бы изделия ребят: «Мы стали приглашать людей на ярмарки, чтобы расширить круг покупателей, потому что колледж приобретает на вырученные деньги расходные материалы. Но ярмарка проходит всего дважды в год и эта помощь не так существенна. Вот тогда и пришла мысль об Интернет-магазине».
Таким образом, в 2011 году было зарегистрировано общество с ограниченной ответственностью «Наивно? Очень», при этом директором и соучредителем организации стала Елена Вахрушева, помогавшая Уваровой решением административных вопросов. Первые два года работы проекта показали, что продажа авторских изделий, которые создавались особыми людьми в единственном экземпляре не выводили проект на тот уровень, при котором он мог стать самоокупаемым, трудоустроить особых художников и дать им возможность зарабатывать своим творчеством. Стало понятно, что нужно было организовать, наряду с авторским, тиражное производство.
Вторым этапом развития проекта была попытка помимо розничных продаж в интернет-магазине наладить работу с оптовыми покупателями. Клиентами в тот период помимо московских стали магазины Иркутска, Челябинска, Тюмени, Казани, Санкт-Петербурга.
В 2014 году компания выиграла всероссийский конкурс социальных предпринимателей фонда региональных социальных программ «Наше будущее» и получила беспроцентный заём в размере 4 млн 136 тыс. рублей сроком на пять лет. В том же году изделия компании поступили в продажу на нескольких заправочных станциях «Лукойл», в рамках социальной программы «Больше, чем покупка», организованной Вагитом Алекперовым.
В сентябре 2014 года были созданы производственные мастерские и художественная студия.
5 июня 2015 года на территории центра дизайна Artplay открылся первый магазин, в котором продаются работы особых художников.

## Деятельность
Многие взрослые люди с особенностями развития способны работать, но им не спешат какую-либо работу предоставлять. Это происходит не только у нас в стране, но и на Западе. Доля безработных или частично безработных в мире среди них достигает 85 %. Аутизм, например, ограничивает способность таких людей к общению, но вознаграждает их даром невероятной концентрации и творческой продуктивности.
В нашей стране людям с нарушениями интеллектуального и психического развития практически невозможно найти место, где они могли бы учиться, получить профессию и самостоятельно зарабатывать деньги.
Занятие творчеством очень подходит людям с особенностями развития. Творческий процесс является главным терапевтическим механизмом, который не только способствует расслаблению и снятию напряжения, но и позволяет выявить способности каждого, развить их и в дальнейшем получить профессию в данном направлении. Включённость в жизнь общества — это очень важно для людей с ментальной инвалидностью. При виде, что их работы нужны и покупаются, человек с особенностями развития обретает уверенность в себе, расправляет плечи и чувствует себя нужным.

Особые люди имеют свойственный только им тип восприятия окружающей действительности, исключающий условности и правила поведения, порождаемые социумом, — удивительно простой, чувственный, эмоциональный. Они творчески одарены. Творчество для них — мостик в наш мир, возможность социализироваться и даже трудоустроиться. Именно таким мостиком для особых художников стал проект «Наивно? Очень»
Проект производит и продаёт уникальные работы и тиражную продукцию с рисунками людей с особенностями развития, которая находит спрос на рынке.
В настоящее время проект создаёт собственную розничную сеть магазинов и оптовые каналы сбыта тиражируемой продукции, которые будут своей рентабельностью перекрывать расходы по содержанию производственных творческих мастерских, где создают свои авторские шедевры особые художники. А именно — работу керамической, текстильной, полиграфической и столярной мастерских.
Главная задача компании состоит не столько в получении прибыли, сколько в реабилитации, трудоустройтве и социальной адаптации людей с заболеваниями психоневрологического характера. Все работы на предприятии выполняют люди с тяжёлыми психо-неврологическими нарушениями, в том числе с аутизмом. Каждый работник ежемесячно получает заработную плату (15 тыс. рублей по данным за 2014 год).

В нашей стране есть закон, по которому эти ребята по окончании обучения могут идти на предприятие и работать. Но на деле все не так просто. Да, среди них есть очень талантливые, но их нужно привезти, увезти, и на месте при них обязательно должен быть какой-то педагог: ведь они более утомляемые и потому не могут работать в том же режиме, что и другие люди, — им нужна регулярная смена занятий. А потом сколь велик талант, столь же неадекватно может быть и их поведение. И потому на предприятии они не смогут работать на общих основаниях.— Вера Зотова
Особые художники принимают активное участие в культурной жизни Москвы. Картины ребят участвовали в 4-х выставках.
2014 год (март) — галерея АРТНАИВ. Первая выставка особых художников проекта «Наивно? Очень»
2014 год (июнь) — ВИНЗАВОД. Выставочный проект «Это мы»
2014 год (октябрь) — «180 м²» (Еврейский музей и центр толерантности) Выставка «Настасья Филипповна и другие»
2016 год (декабрь 2016 года — январь 2017 года) — Выставка особых художников проекта «Наивно? Очень» в театре Ермоловой
Многие картины, созданные особыми художниками проекта находятся в частных коллекциях, в том числе у знаменитостей: Джиллиан Андерсон, Софьи Троценко, Николая Цискаридзе, Гарика Мартиросяна, Галины Беляевой, Дарьи Златопольской, Александра Назарова, Льва Рубинштейна.
5 марта 2015 года на другой сцене «Современника» состоялась премьера спектакля «Загадочное ночное убийство собаки» по британскому бестселлеру Марка Хэддона о подростке-аутисте Кристофере Буне. Воплотить пьесу в России помогли особые художники, молодые люди с ментальными нарушениями из проекта «Наивно? Очень» А участник проекта Роман Горшенин создал к премьере серию картин, которые выставляются в фойе Другой сцены, а две из них стали афишами к спектаклю.
В 2015 году проект стал лауреатом «Звезды Театрала» в номинации «Лучший социальный проект»